# Паранук, Мурат Салихович
Паранук Мурат Салихович (1912 — 1970) — адыгский (советский) поэт, автор первой адыгской поэмы.

## Биография
Родился 5 мая 1912 года в ауле Пчегатлукай в Екатеринодарском отделе Кубанской области (ныне Теучежский район Республики Адыгея).
В 1930—1933 годах учился в Краснодарском педагогическом институте.
1941—1945 гг. — участник Великой Отечественной войны, ушёл добровольцем.
Умер 4 июля 1970 года.

## Творчество
Написал и издал в 1931 году первую адыгейскую поэму «Ураза» (антирелигиозного характера)
В 1934 году написал поэму «Будь бдительным» (о строительстве колхозной жизни).
Автор лирических сборников «Стихи» (1940), «Стихи и поэмы» (1950), «Песнь счастливых» (1955), «Голос сердца» (1961), «Мирное утро» (1966), «Думы» (1968), в которых созданы живые образы современников.
Многие его стихи стали народными песнями, он автор книг для детей, перевёл на адыгейский язык произведения А. С. Пушкина, Н. А. Некрасова, К. Хетагурова и др.
5 мая 2007 года 95-летию со дня его рождения была посвящена выставка в республиканской детской библиотеке.

## Награды
- Орден Красной Звезды (19.01.1945)[4]
- Орден Отечественной войны второй степени (24.07.1945)[5]